# Roger Michelot
Roger Michelot (8. juni 1912 i Haute-Marne – 19. marts 1993 i Toulon) var en fransk bokser som deltog i de olympiske lege 1932 i Los Angeles og 1936 i Berlin.
Michelot blev olympisk mester i boksning under OL 1936 i Berlin. Han vandt en guldmedalje i letsværvægt. I finalen besejrede han tyske Richard Vogt. Der var enogtyve boksere fra enogtyve lande som stillede op i vægtklassen som blev afholdt fra den 10. til 15. august 1936.